# Autentyk 3
Autentyk 3 – ostatni wspólny album dwóch polskich raperów Pelsona i Vienia. Został wydany w lutym 2005 roku nakładem wytwórni EMI Music Poland. Gościnnie wystąpili Gutek, Mercedresu, WWO i Eis. Projekt okładki wykonał Grzegorz "Forin" Piwnicki. Masteringiem całej płyty zajął się Jacek Gawłowski.

## Lista utworów
Źródło.
1. "To mój hardkor"
2. "Miejski gruff (Skit)"
3. "Miejski gruff"
4. "To dla moich ludzi" (gościnnie: Gutek, Mercedresu)
5. "Czasem szukając"
6. "Jedno z takich miejsc (Remix)"
7. "Chcę żyć"
8. "Nasza klasa"
9. "Iść swoją drogą (Remix)"
10. "Tak od 7 lat (Remix)"
11. "Straciłeś wątek" (gościnnie: WWO)
12. "Chcę żyć 2" (gościnnie: Eis)